# Milford, Iowa
Milford är en ort i Dickinson County i Iowa. Vid 2010 års folkräkning hade Milford 2 898 invånare.